# John Putnam Chapin
John Putnam Chapin (21 de Abril de 1810 – 27 de Julho de 1864; sepultado no Graceland Cemetery) serviu como Prefeito de Chicago, Illinois (1846-1847) pelo Partido Whig.
Chapin deixou sua cidade natal para entrar no negócio mercantil em Haverhill, New Hampshire, antes de se mudar para Chicago em 1832. Em Chicago, tornou-se membro da empresa de comércio atacadista e varejista Wadsworth, Dyer & Chapin, até ser dissolvida em 1843. Após a dissolução da empresa, Chapin juntou-se ao Canal Boat Transportation Company. Foi membro fundador da Bolsa de Chicago.
Em 1846, Chapin candidatou-se para prefeito de Chicago pelo partido Whig contra o candidato Democrata Charles Follansbee e contra o canditado do Partido da Liberdade Philo Carpenter, sendo eleito com pouco mais de 55% dos votos.
Após seu mandato como Prefeito, Chapin foi eleito à prefeitura em 1859. Em 1861, foi nomeado por convite da União para o escritório da Comissão de Obras Públicas. Enquanto Chapin era Republicano, ele recusou a indicação porque achava que essa era uma atitude maliciosa da parte dos Democratas.